# Zapadna kapija Beograda
Zapadna kapija Beograda (ćirilično: Западна Капија Београда), poznat i kao Kula Geneks (ćirilično: Кула Генекс) drugi je najveći neboder u Beogradu (stanje sredinom 2012. godine). Visok je 115 metara, a smješten je u Novom Beogradu, neposredno uz autocestu E75 koja prolazi kroz grad. Građevina je spomenuto ime dobila zbog svog položaja, kojim daje dobrodošlicu putnicima koji dolaze iz smjera beogradske zračne luke Nikola Tesla.
Neboder je projektirao arhitekt Mihajlo Mitrović, a izgrađen je u brutalističkom stilu. Čine ga dva betonska tornja povezana mostovnom strukturom na 26. katu te rotirajući restoran na kružnom vrhu. Niži toranj koristi se za uredske prostore, dok viši toranj služi za stambeni prostor.